# Bezirk La Mesa
La Mesa ist ein Bezirk (distrito) der Provinz Veraguas in Panama. Die Einwohnerzahl betrug laut Volkszählung 2023 12.238.

## Gliederung
Der Bezirk La Mesa ist administrativ in folgende Corregimientos unterteilt:
- La Mesa (Hauptstadt)
- Bisvalles
- Boró
- Llano Grande
- San Bartolo
- Los Milagros
- El Higo